# Шателодран
Шателодран (фр. Châtelaudren) насеље је и општина у северозападној Француској у региону Бретања, у департману Приморје која припада префектури Сен Бријек.
По подацима из 2011. године у општини је живело 993 становника, а густина насељености је износила 2482,5 становника/km². Општина се простире на површини од 0,4 km². Налази се на средњој надморској висини од 120 метара (максималној 133 m, а минималној 95 m).

## Демографија
| 1962. | 1968. | 1975. | 1982. | 1990. | 1999. | 2011. |
| ----- | ----- | ----- | ----- | ----- | ----- | ----- |
| 1.125 | 1.128 | 988   | 973   | 947   | 921   | 993   |

График промене броја становника у току последњих година